# Chałupki (Zawiercie)
Pour les articles homonymes, voir Chałupki.
Chałupki (prononciation : [ xaˈwupki]) est une localité polonaise de la gmina de Szczekociny, située dans le powiat de Zawiercie en voïvodie de Silésie.